# Papa Leon al III-lea
Papa Leon al III-lea (n. 750 d.Hr., Roma, Statele Papale – d. 12 iunie 816 d.Hr., Roma, Statele Papale) a fost un papă al Romei între anii 795 și 816. Confruntat cu ostilitatea aristocrației romane, în 799 a fost îndepărtat din scaunul papal și arestat. Reușind să scape, s-a refugiat la curtea regelui francilor, Carol cel Mare. Cu ajutorul acestuia revine la Roma și este reinstalat ca papă. Drept recunoștință pentru ajutorul lui Carol cel Mare, papa îl acuză pe împăratul bizantin de erezie și nu-i mai recunoaște autoritatea. În schimb, în noaptea de Crăciun a anului 800, îl încoronează pe Carol cel Mare în Catedrala Sfântul Petru din Roma ca Sfânt Împărat Roman.